# Saint-Georges-de-Gréhaigne
Saint-Georges-de-Gréhaigne (tiếng Breton: Sant-Jord-Grehan) là một xã của tỉnh Ille-et-Vilaine, thuộc vùng Bretagne, miền tây bắc nước Pháp.

## Dân số
Người dân ở Saint-Georges-de-Gréhaigne được gọi là Grehaignois.
| 1806                                            | 1856 | 1906 | 1946 | 1962 | 1968 | 1975 | 1982 | 1990 | 1999 |
| ----------------------------------------------- | ---- | ---- | ---- | ---- | ---- | ---- | ---- | ---- | ---- |
| 590                                             | 580  | 690  | 414  | 325  | 377  | 357  | 348  | 386  | 380  |
| Starting in 1962: Population without duplicates |      |      |      |      |      |      |      |      |      |